# Messier 77
Messier 77 (M77) även känd som NGC 1068, är en stavgalax i stjärnbilden Valfisken. Messier 77 upptäcktes den 1 mars 1780 av  Pierre Méchain, som ursprungligen beskrev den som en nebulosa. Méchain meddelade sedan sin upptäckt till Charles Messier, som senare listade objektet i sin katalog. Både Messier och William Herschel beskrev galaxen som en stjärnhop. I dag är dock objektet känt som en galax. Messier 77 ligger på ett avstånd av 47 miljoner ljusår från solen och är en aktiv galax med aktiv galaxkärna.

## Egenskaper
Den morfologiska klassificeringen av NGC 1068 i De Vaucouleurs-systemet är (R)SA(rs)b, där "(R)" anger en yttre ringliknande struktur, "SA" betecknar en ickespärrad spiral, "(rs)" avser en inre övergångsring/spiralstruktur, och "b" säger att spiralarmarna är måttligt lindade. Ann et al. (2015) gav den en klass av SAa, som angav tätt lindade armar. Infraröda bilder av galaxens inre del avslöjar dock en framträdande stav som inte är synlig i visuellt ljus, och av denna anledning anses den nu vara en spiralgalax med stav.
Messier 77 är en aktiv galax med en aktiv galaktisk kärna (AGN), som skyms av astronomiskt stoft vid synliga våglängder. Diametern på den molekylära skivan och varm plasma som är förenad med det skymmande materialet mättes först vid radiovåglängder av VLBA och VLA. Det heta stoftet kring kärnan mättes därefter i mitten av infrarött av MIDI-instrumentet på VLT I. Den är den ljusaste och en av de närmaste och bäst studerade Seyfertgalaxerna av typ 2, och utgör en prototyp för denna klass.
Röntgenkälla 1H 0244+001 i Cetus har identifierats som Messier 77. Endast en supernova har upptäckts i Messier 77. Supernovan, som heter SN 2018ivc, upptäcktes den 24 november 2018 av DLT40 Survey. Det är en supernova av typ II, och vid upptäckten var den av 15:e magnituden och ljusare.
En stjärna av samma storleksordning som M77:s skenbara vinkelbredd i öster är HIP 12668. Denna har en parallax på 3,5640 ±0,0394 mas, vilket betyder att den ligger ca 915 ljusår bort i vår egen galax.

## Galleri

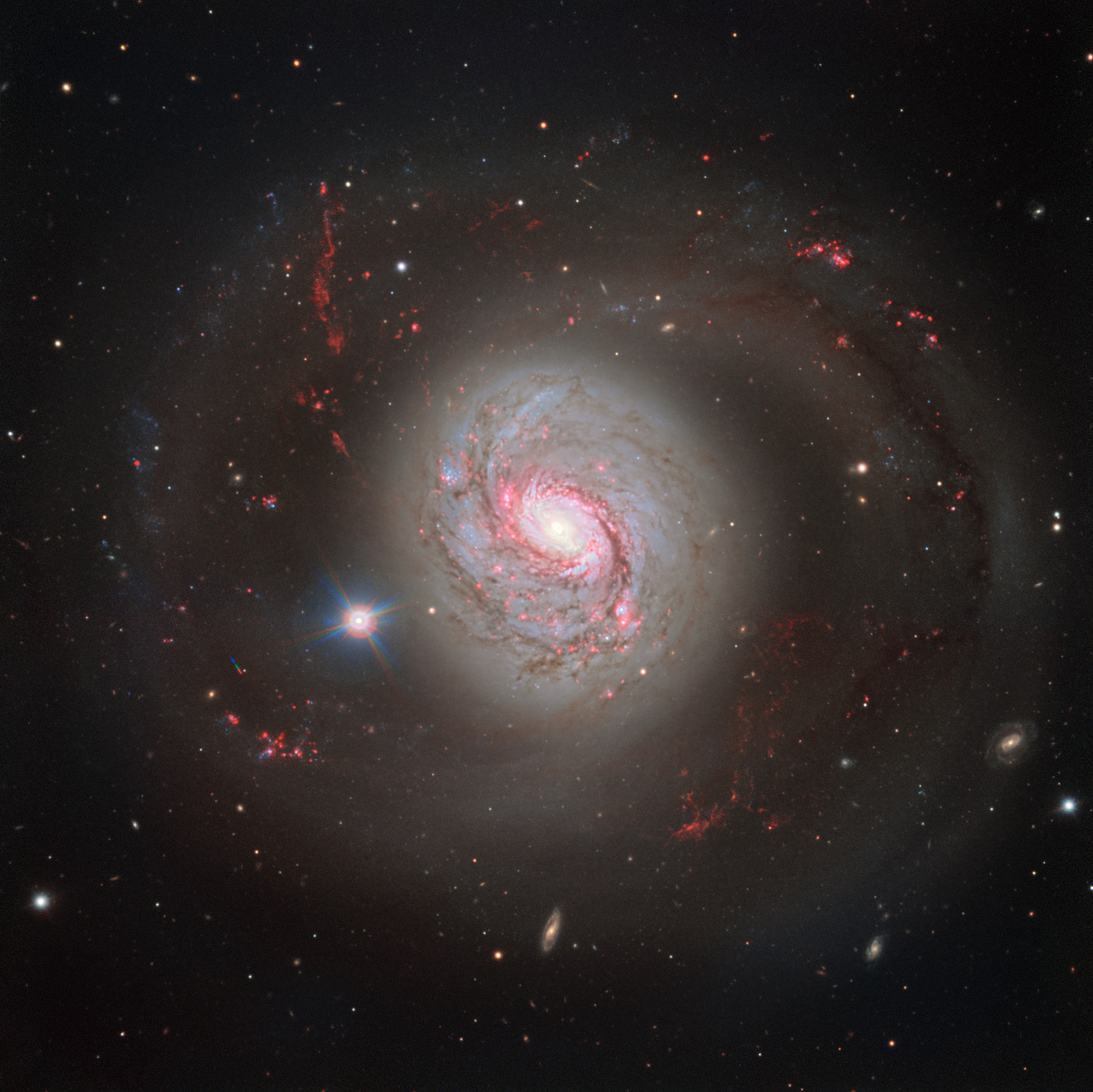
Bild av Messier 77 som visar dess glittrande armar korsade med stoftbanor.
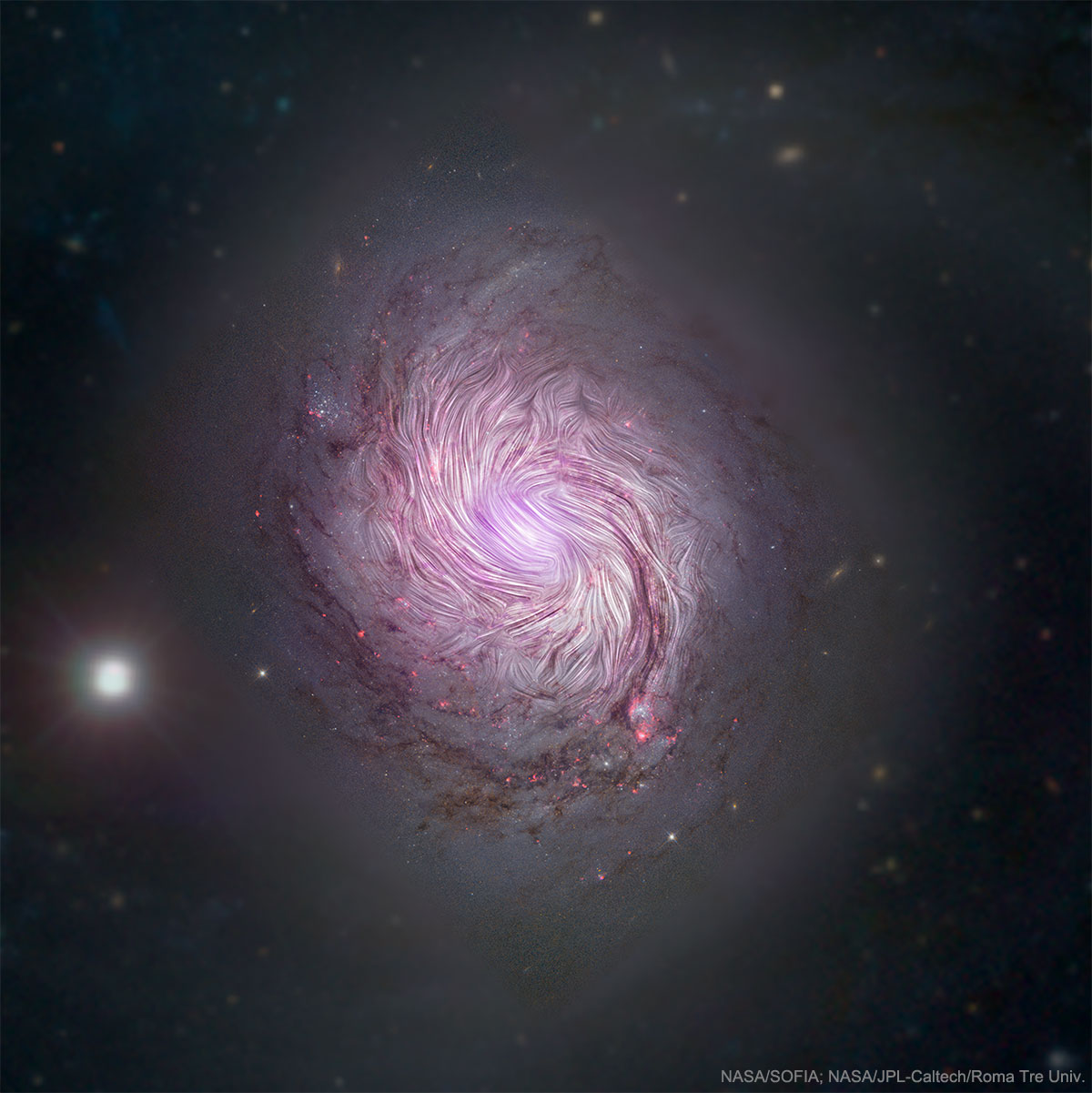
Magnetfält i M77.
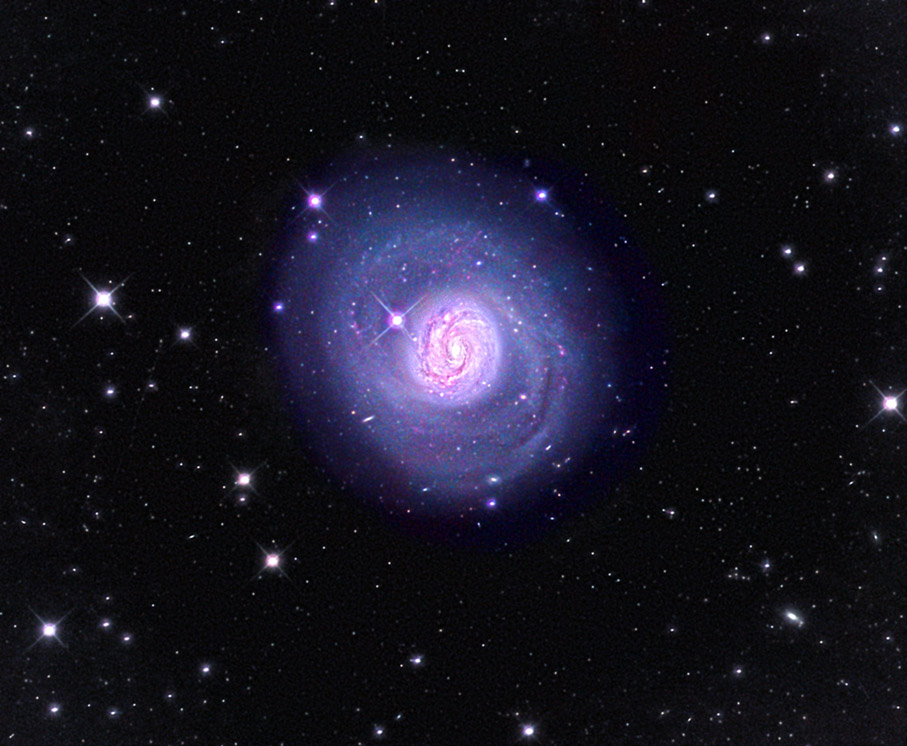
M77 avbildad med 17-tums PlaneWave CDK av W4SM, Louisa, VA.
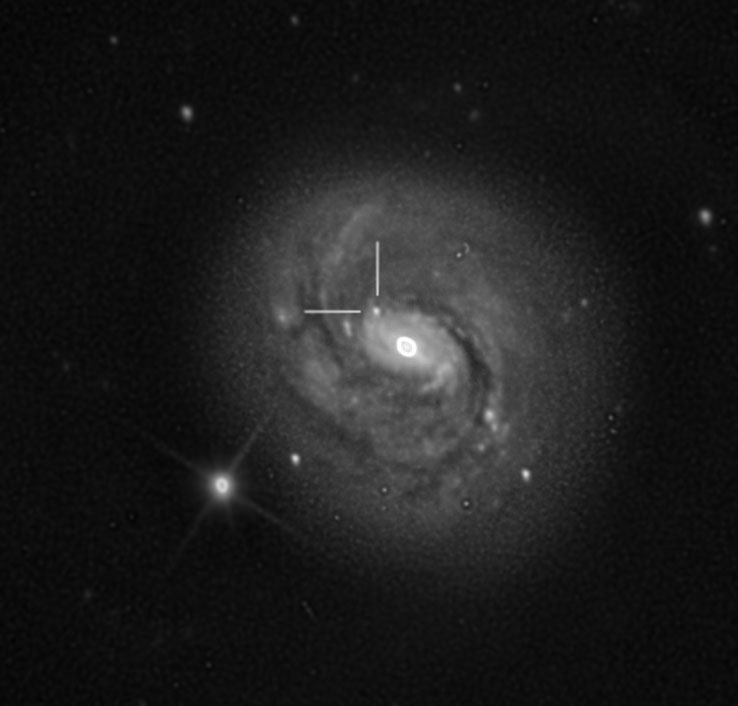
M77 typ II upernova, Nov. 2018.  Fotograferad med 16-tums AstroTech RC av W4SM, Louisa, VA.